# Décès en 886
Décès
- 882
- 883
- 884
- 885
- 886
- 887
- 888
- 889
- 890

Cette page dresse une liste de personnalités mortes au cours de l'année 886 :
- 16 avril : Gozlin, évêque de Paris, défenseur de la ville contre les Vikings[1]..
- 12 mai : Hugues l'Abbé[1], marquis de Neustrie, comte de Tours, d'Angers et d'Auxerre. Abbé de Saint-Germain d'Auxerre, de Saint-Julien d'Auxerre, de Saint-Aignan d'Orléans, de Saint-Riquier, de Saint-Bertin et de Saint-Martin de Tours, de Saint-Vaast d'Arras et de Sainte-Colombe de Saint-Denis-lès-Sens, puis archevêque de Cologne.
- août : Bernard Plantevelue, comte d'Auvergne.
- 4 août : Muhammad Ier, émir de Cordoue[2].
- 10 août : Abou Ma'shar al-Balkhî, mathématicien, astronome, astrologue et philosophe  persan de Bagdad
- 28 août : Henri de Franconie, noble franc de la famille des Popponides[1].
- 29 août : Basile Ier le Macédonien, empereur byzantin[3].
- octobre : Robert Ier de Troyes, comte de Troyes.

- Vulgrin Ier d'Angoulême, premier comte héréditaire de l'Angoumois (comtes d’Angoulême).
- Foucher de Limoges, fidelis de Charles II le Chauve, premier vicomte de Limoges.

date incertaine  (en 886/887)
- Grigor-Dérénik Arçrouni, prince de Vaspourakan de la dynastie arménienne des Arçrouni.

## Crédit d'auteurs
- Cet article est partiellement ou en totalité issu de l'article intitulé « 886 » (voir la liste des auteurs).